# Cecilie Strádalová
Cecilie Strádalová (3. listopadu 1923 Ostrava – 25. října 1994 Brno) byla česká operní pěvkyně – koloraturní sopranistka. V letech 1946–1982 byla přední zpěvačkou brněnské operní scény.
Mimo jiných zpívala též tyto role:
- Ariadna (Bohuslav Martinů: Ariadna)
- Gilda (Giuseppe Verdi: Rigoletto)
- Královna noci (Wolfgang Amadeus Mozart: Kouzelná flétna)
- Violetta (Giuseppe Verdi: La traviata)
- Zerlina (Wolfgang Amadeus Mozart: Don Giovanni)
- Terinka (Antonín Dvořák: Jakobín)